# Kalinić
Kalinić (1991-ig Kalenić, régi magyar neve Felsőszvinna) falu Horvátországban, Pozsega-Szlavónia megyében. Közigazgatásilag Pleterniceszentmiklóshoz tartozik.

## Fekvése
Pozsegától légvonalban 16, közúton 20 km-re délkeletre, községközpontjától 7 km-re keletre, a Dilj-hegység északi völgyében, a Pozsegáról Diakóvárra menő főút mentén, Buk és Ruševo között fekszik.

## Története
A települést a középkorban Felső-Szvinnának nevezték. Szvinna neve először 1313-ban a pozsegai káptalan egyik oklevelében nemesi névben bukkan fel „nobilis de Zuynna” alakban. A középkoriban kisnemesek kezén lévő kisebb uradalom és plébánia központja volt. Szent György plébániáját és plébániatemplomát 1334-ben, 1335-ben és 1464-ben is említik. 1469-ben az Orbovai rokonság birtokai között találjuk „Felsewzwynna” falut. Alsószvinna a mai Szvinnának, míg Felsőszvinna a Kalinićnak felel meg. A szvinnai birtok alsó és felső részre osztása minden bizonnyal birtokmegosztással függ össze. Alsó -, vagy Nagyszvinna elkülönül Felső-, vagy Kisszvinnától, mely a mai Kalinić helyén feküdt.
Szvinna 1698-ban „Szvilno” néven összesen 11 portával szerepel a török uralom alól felszabadított szlavóniai települések összeírásában. A török alóli felszabadulás után a bécsi kamara birtoka volt. A 18. század-ban 3-8 ház állt a településen.
Az első katonai felmérés térképén „Dorf Gornja Szvilna” néven található. Lipszky János 1808-ban Budán kiadott repertóriumában „Szvilna vel. Kalenich (Gornya)” néven szerepel. Nagy Lajos 1829-ben kiadott művében „Szvilna Gorna” néven összesen 8 házzal, 61 katolikus vallású lakossal találjuk. A 19. században Morvaországból cseh nyelvű lakosság telepedett ide.
A településnek 1857-ben 46, 1910-ben 89 lakosa volt. 1910-ben a népszámlálás adatai szerint lakosságának 97%-a horvát, 3%-a cseh anyanyelvű volt. Pozsega vármegye Pozsegai járásának része volt. Az első világháború után 1918-ban az új szerb-horvát-szlovén állam, majd később (1929-ben) Jugoszlávia része lett. 1991-ben teljes lakossága horvát nemzetiségű volt. A településnek 2011-ben 59 lakosa volt, akik főként a mezőgazdaságból éltek.

## Lakossága
| Lakosság változása | Lakosság változása | Lakosság változása | Lakosság változása | Lakosság változása | Lakosság változása | Lakosság változása | Lakosság változása | Lakosság változása | Lakosság változása | Lakosság változása | Lakosság változása | Lakosság változása | Lakosság változása | Lakosság változása | Lakosság változása |
| ------------------ | ------------------ | ------------------ | ------------------ | ------------------ | ------------------ | ------------------ | ------------------ | ------------------ | ------------------ | ------------------ | ------------------ | ------------------ | ------------------ | ------------------ | ------------------ |
| 1857               | 1869               | 1880               | 1890               | 1900               | 1910               | 1921               | 1931               | 1948               | 1953               | 1961               | 1971               | 1981               | 1991               | 2001               | 2011               |
| 46                 | 56                 | 69                 | 83                 | 82                 | 89                 | 112                | 110                | 114                | 114                | 106                | 97                 | 96                 | 93                 | 88                 | 59                 |